# 西武当瓷窑址
西武当瓷窑址，位于中国甘肃省张掖市甘州区，为一个省级文物保护单位，类型为古遗址。
西武当瓷窑址的历史年代为西夏。